# Roztoky (ort i Tjeckien, lat 50,03, long 13,87)
Roztoky är en ort i Tjeckien.   Den ligger i regionen Mellersta Böhmen, i den centrala delen av landet, 40 km väster om huvudstaden Prag. Roztoky ligger 278 meter över havet och antalet invånare är 1 006.
Terrängen runt Roztoky är kuperad åt sydost, men åt nordväst är den platt. Roztoky ligger nere i en dal. Runt Roztoky är det ganska tätbefolkat, med 80 invånare per kvadratkilometer. Närmaste större samhälle är Rakovník, 12,8 km nordväst om Roztoky. I omgivningarna runt Roztoky växer i huvudsak blandskog.